# Cichla
Cichla – rodzaj słodkowodnych ryb okoniokształtnych z rodziny pielęgnicowatych (Cichlidae).
Występują w Ameryce Południowej.

## Klasyfikacja
Gatunki zaliczane do tego rodzaju:
- Cichla cataractae Sabaj Pérez, López-Fernández, Willis, Hemraj, Taphorn & Winemiller, 2020
- Cichla intermedia Machado-Allison, 1971
- Cichla jariina Kullander & Ferreira, 2006
- Cichla kelberi Kullander & Ferreira, 2006
- Cichla melaniae Kullander & Ferreira, 2006
- Cichla mirianae Kullander & Ferreira, 2006
- Cichla monoculus Spix & Agassiz, 1831
- Cichla nigromaculata Jardine & Schomburgk, 1843
- Cichla ocellaris Bloch & Schneider, 1801
- Cichla orinocensis Humboldt, 1821
- Cichla pinima Kullander & Ferreira, 2006
- Cichla piquiti Kullander & Ferreira, 2006
- Cichla pleiozona Kullander & Ferreira, 2006
- Cichla temensis Humboldt, 1821
- Cichla thyrorus Kullander & Ferreira, 2006
- Cichla vazzoleri Kullander & Ferreira, 2006

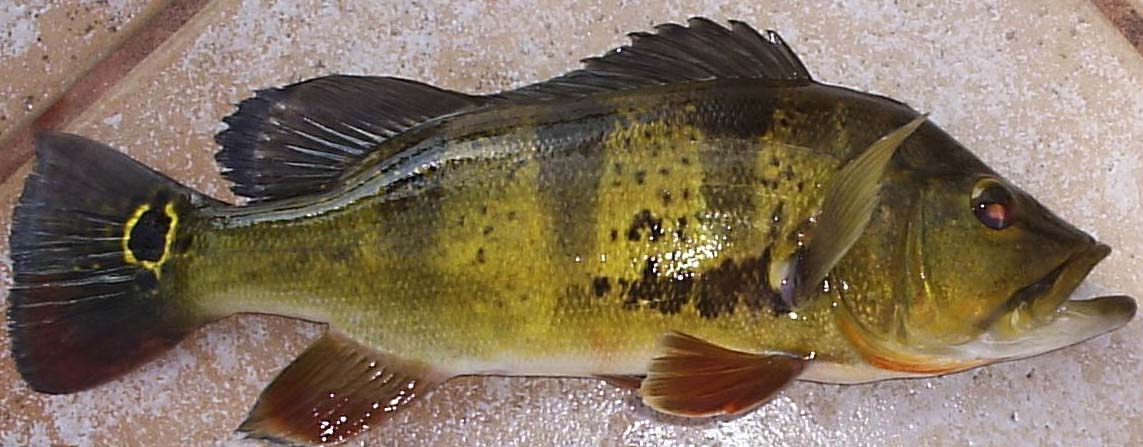
Cichla monoculus
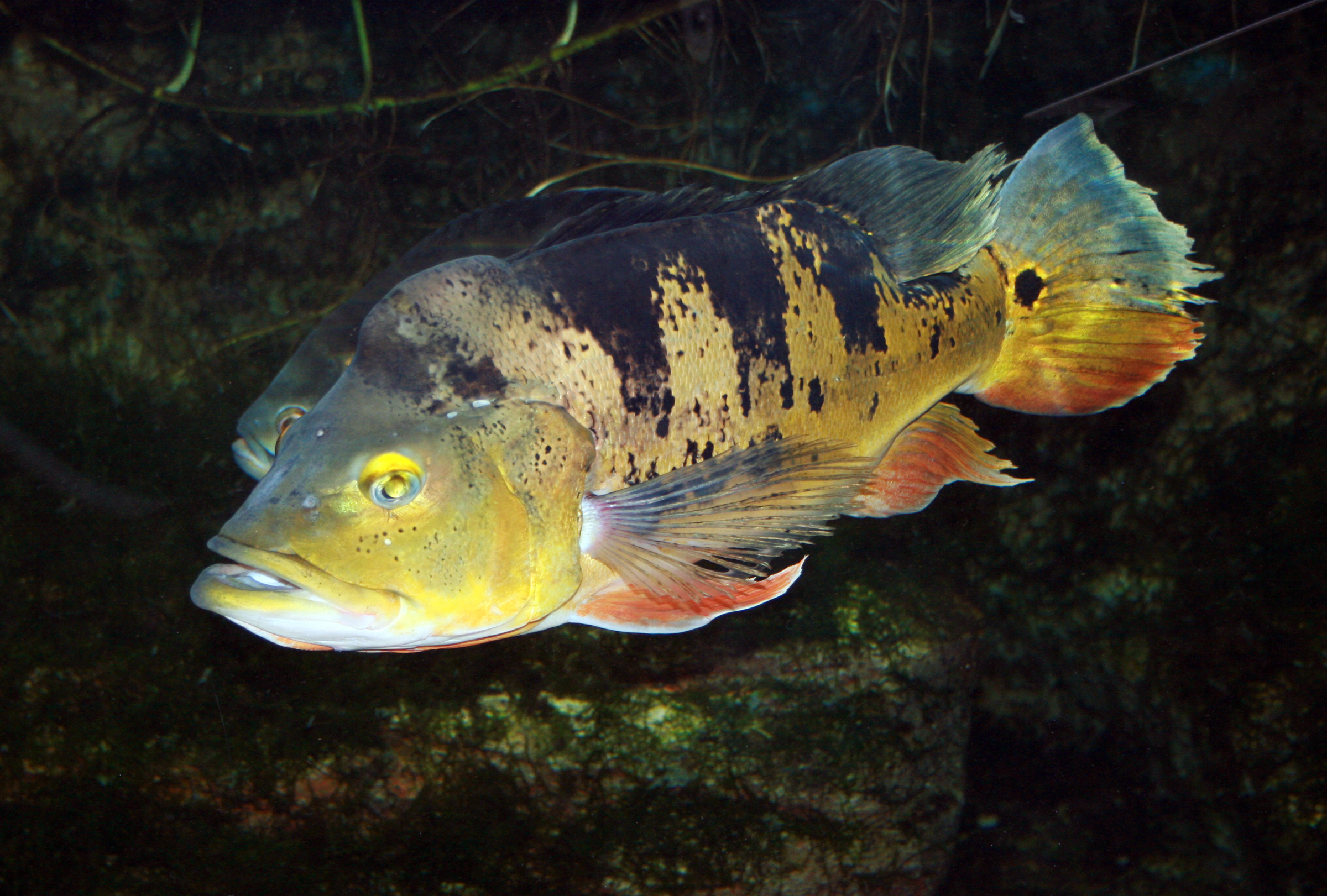
Cichla ocellaris
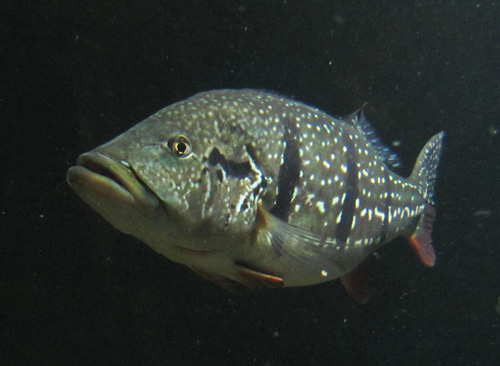
Cichla temensis